# Love Is Easy
"Love Is Easy" é uma canção da banda britânica McFly. Foi lançada para download digital em 8 de novembro de 2012, como single de sua coletânea Memory Lane: The Best of McFly. Seu videoclipe, filmado em 8 de outubro de 2012, foi liberado no dia 25 do mesmo mês; nele, os membros da banda reconstituem momentos de sua carreira, como capas de discos e partes de outros vídeos.

## Formatos
Download digital
1. "Love Is Easy" – 3:41

Download digital
1. "Love Is Easy (Dougie Style)" – 3:44

## Paradas musicais
"Love is Easy" debutou no UK Singles Chart na semana de 24 de novembro de 2012, na posição de número 10. Nessa mesma semana, a canção estreou na Escócia e na Irlanda. No mês seguinte, "Love is Easy" debutou na Eslováquia. Na semana de 14 de janeiro de 2013, tornou-se a primeira do grupo britânico a aparecer nas paradas australianas. Em 9 de Março de 2013, Tom Fletcher anunciou via Twitter que o single havia sido certificado pela ARIA como disco de platina, tendo vendido mais de 70.000 cópias no país. Na semana de 11 de Março de 2013, "Love is Easy" tornou-se a primeira canção da banda a chartear na Nova Zelândia.
| Parada (2012)                             | Melhor posição |
| ----------------------------------------- | -------------- |
| Austrália (ARIA)                          | 13             |
| Escócia (OCC)                             | 8              |
| Eslováquia (Slovak Airplay Chart)         | 9              |
| Irlanda (IRMA)                            | 40             |
| Nova Zelândia - New Zealand Singles Chart | 21             |
| Reino Unido (OCC)                         | 10             |

### Certificações
| País / Certificadora | Certificações |
| -------------------- | ------------- |
| Austrália / ARIA     | Platina       |